# Husův institut teologických studií
Husův institut teologických studií (známý pod zkratkou HITS) je církevní vzdělávací instituce zřízená Církevním zastupitelstvem Církve československé husitské na jaře 2003, jako církevní právnická osoba.
Úkolem Husova institutu teologických studií je zajišťovat teoretickou a praktickou teologickou přípravu pro výkon budoucího povolání katechetů, pastoračních asistentů a kazatelů. Dále je určena pro další vzdělávání duchovních a kazatelů v CČSH v rámci dalšího vzdělávání určeného pracovníkům církví a náboženských společností, a to formou postgraduálních kurzů zaměřených na výkon budoucího povolání, ale i všem dalším, kteří se zajímají o husitství a o studium české reformace.
Husův institut teologických studií se dále věnuje realizaci grantových projektů v oblasti vzdělávání a osvěty, a publikační činnosti.

## Vzdělávání

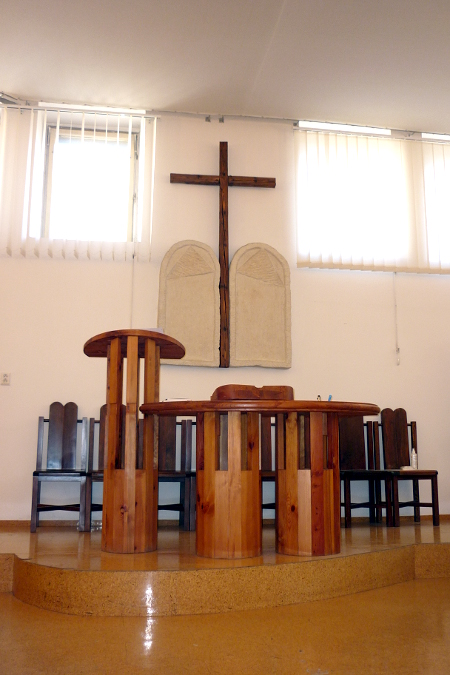
Aula Husova institutu teologických studií

Husův institut teologických studií nabízí vzdělávání v tříletém kurzu Teologické základy. Tento kurz je zaměřený na výkon budoucího povolání a je složen z okruhů: teologie (biblická teologie, praktická teologie a systematická teologie), filozofie, psychologie, religionistiky a historie (historické teologie).
Propria (základy) husitské teologie, formovaná v diskuzi s tradicemi katolických, evangelických, pravoslavných a dalších teologických škol, umožňují přiblížit se k současnému člověku jak v myšlení, tak po stránce praktického života. Husův institut teologických studií chce proto vybavit posluchače odbornými znalostmi a prakticko-teologickými dovednostmi v linii těchto proprií, aby je po absolutoriu dokázali ve zcela konkrétní podobě, dané zaměřením každého z nich, uvést v praxi. Proto vzniklo vlastní teologické učiliště, které zároveň chce i svou prací přispět k budování teologické školy novodobé husitské teologie, podílet se na její analýze a následně i aplikaci v zájmu blaha celé společnosti.

## Publikační činnost

### Husův institut teologických studií
- HARTL, Antonín. Stati, epigramy, překlady. Editor D. Tonzar. 1. vyd. Praha: Husův institut teologických studií, 2011. 112 s. ISBN 978-80-904964-4-6.
- MELMUK, Petr. Dějiny textu a doby Starého zákona. Editor D. Tonzar. 1. vyd. Praha: Husův institut teologických studií ve spolupráci s NO CČSH, 2011. 96 s. ISBN 978-80-904964-2-2.
- SALAJKA, Milan. Sylabus praktické teologie a uvedení do církevního práva. 2. vyd. Praha: Husův institut teologických studií, 2010. 143 s. ISBN 978-80-904964-1-5.
- SAKAŘ, Vladimír. Z dějin církve Ježíšovy. Editor D. Tonzar. 1. vyd. Praha: Husův institut teologických studií ve spolupráci s NO CČSH, 2011. 144 s. ISBN 978-80-904964-3-9.
- SÁZAVA, Zdeněk. Kapitoly z dějin naší novozákonní vědy. Editor D. Tonzar. 1.vyd. Praha: Husův institut teologických studií, 2009. 125 s.
- SÁZAVA, Zdeněk. Novozákonní normy a rady. Editor D. Tonzar. 1. vyd. Praha: Husův institut teologických studií, 2011. 62 s. ISBN 978-80-904964-0-8.
- TONZAR, David. [ed.]: humanitární pomoc a rozvojová spolupráce v roce 2013 a další aspekty pomoci.(Sborník přednášek z konference konané dne 17. května 2013). 1. vyd. Praha: Husův institut teologických studií, 2013. 88 s. ISBN 978-80-904964-6-0.

### Vydáno v nakladatelství Blahoslav (Církev československá husitská)
- ŠABRŠULA, Jan. O francouzské reformaci. Editor D. Tonzar. 1. vyd. Praha: Blahoslav - Husův institut teologických studií, 2007. 129 s. ISBN 80-7000-053-8.
- TESAŘOVÁ, Drahomíra. Rétorika. Editor D. Tonzar. 1. vyd. Praha: Blahoslav - Husův institut teologických studií, 2012. 85 s. ISBN 978-80-904964-5-3.
- TONZAR, David. [ed.]: Historie – paměť národa: přínos významných postav českých dějin pro současnost. 1. vyd. Praha: Blahoslav - Husův institut teologických studií, 2006. 119 s. ISBN 80-7000-337-5.
- TONZAR, David. [ed.]: Historie – paměť národa II: přínos významných postav a událostí českých dějin pro současnost. 1. vyd. Praha: Blahoslav - Husův institut teologických studií, 2007. 158 s. ISBN 80-7000-088-0.

## Významní pedagogové
- Prof. ThDr. Zdeněk Kučera, český teolog, duchovní Církve československé husitské, filozof, profesor Husovy československé bohoslovecké fakulty a Husitské teologické fakulty Univerzity Karlovy
- Prof. ThDr. Milan Salajka, byl český teolog, duchovní Církve československé husitské, profesor a děkan Husovy československé bohoslovecké fakulty v Praze, po roce 1990 profesor Husitské teologické fakulty Univerzity Karlovy, publicista, překladatel z němčiny, novinář, redaktor, editor a ekumenický pracovník.
- Prof. ThDr. Zdeněk Sázava, je český teolog, biblista-novozákoník, publicista, editor, duchovní Církve československé husitské, emeritní profesor Husovy československé bohoslovecké fakulty v Praze, po roce 1990 Husitské teologické fakulty Univerzity Karlovy.